# 완메이시
완메이시(중국어 간체자: 万美汐, 정체자: 萬美汐, 병음: Wàn Měixī, 한자음: 만미석, 1982년 6월 6일~)는 중화인민공화국의 배우이다. 본명은 완야오야오(중국어 간체자: 万瑶瑶, 정체자: 萬瑤瑤, 병음: Wàn Yáoyáo, 한자음: 만요요)이며, 《후궁견환전》의 여영풍 역으로 잘 알려져 있다. 